# Wiborgia obcordata
Wiborgia obcordata är en ärtväxtart som först beskrevs av Peter Jonas Bergius, och fick sitt nu gällande namn av Carl Peter Thunberg. Wiborgia obcordata ingår i släktet Wiborgia och familjen ärtväxter. Inga underarter finns listade i Catalogue of Life.